# Каналес, Пейо
Пейо Каналес Уртасун (исп. Peio Canales Urtasun; род. 17 января 2005, Баррика, Страна Басков) — испанский футболист, полузащитник клуба «Атлетик Бильбао».

## Клубная карьера
Каналес — воспитанник клубов «Баррика» и «Атлетик Бильбао». В 2023 году Пейо дебютировал за дублирующий состав последних. В 2024 году игрок был включён в заявку основной команды на сезон. 29 сентября в матче против «Севильи» он дебютировал в Ла Лиге.